# Gabriel Travaglini
Gabriel Travaglini (Buenos Aires, 14 de febrero de 1958) es un dirigente y exrugbista argentino que se desempeñaba como octavo. Fue internacional con los Pumas de 1978 a 1987 y es el actual presidente de la Unión Argentina de Rugby.

## Carrera

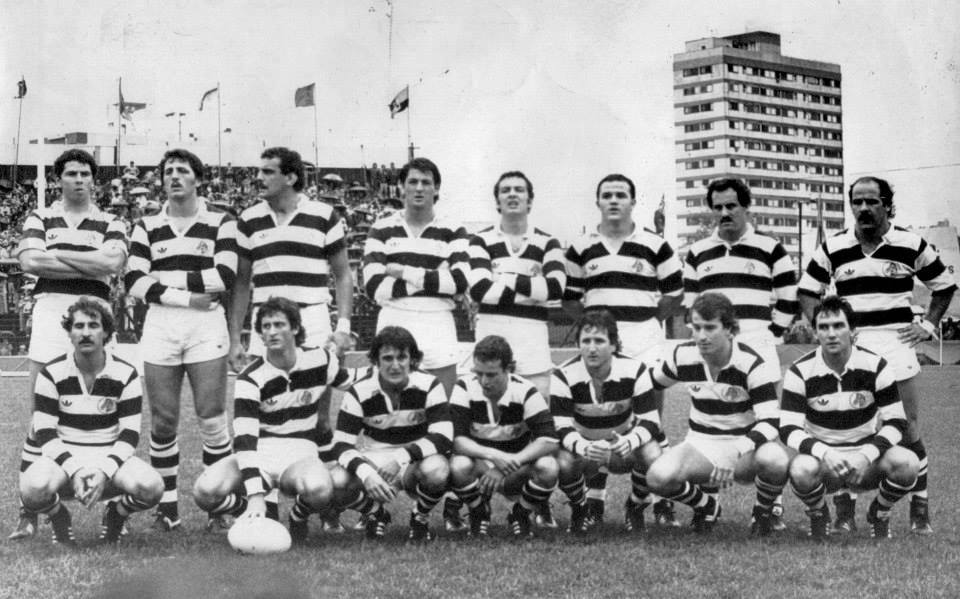
Travaglini (primero de arriba a la izquierda) con el CASI, 1985.

Debutó en la primera del Club Atlético de San Isidro en 1977, donde ya jugaba su primo Alejandro Travaglini, fue designado capitán en 1980 y lideró al equipo hasta 1986. Fue compañero de Jorge Allen, Matías Allen, Eliseo Branca, Roberto Cobelo, Andrés Courreges, Fernando Morel y el criminal Alejandro Puccio.
En 1980 fue seleccionado a Sudamérica XV y con ella jugó las cuatro pruebas ante los Springboks, la selección africana se encontraba prohibida de jugar debido al gobierno racista de apartheid y Argentina se «disfrazó» de América del Sur para evadirla. Por esta participación, se le atribuyen 23 partidos en total con Argentina.

## Selección nacional
Ángel Guastella lo convocó a la selección con 20 años, para disputar la Gira de los Pumas 1978 y debutó contra la Rosa. En 1979 jugó como titular en la primera victoria, y primer duelo, contra los Wallabies.
Nunca disputó el Torneo Sudamericano y la única selección americana que enfrentó fueron los Teros. Además de los ya mencionados, jugó contra España, la Azzurri, dos veces Francia y World XV.

### Participaciones en Copas del Mundo
Silva lo llevó a Nueva Zelanda 1987 como titular indiscutido, formando la tercera línea junto a Jorge Allen y Alejandro Schiavio. Los Pumas cayeron sorpresivamente ante Fiyi, fueron eliminados en la primera fase y Travaglini jugó su última prueba contra los All Blacks.
| Mundial                       | Sede          | Resultado      | PJ | Tries |
| ----------------------------- | ------------- | -------------- | -- | ----- |
| Copa Mundial de Rugby de 1987 | Nueva Zelanda | Fase de grupos | 2  | 0     |

## Dirigente
Fue presidente del CASI de 2013 a 2015 y presidente de la Unión de Rugby de Buenos Aires (URBA).

### Presidencia de la UAR
En abril de 2022 asumió como presidente de la Unión Argentina de Rugby, siendo el primero de la URBA desde 2009 y el que más jugó con los Pumas en la historia. Se convirtió, además, en el primero que disputó una Copa del Mundo.

## Palmarés
- Campeón del Campeonato Argentino de 1978, 1979, 1980, 1981, 1982, 1983, 1984, 1986 y 1991.
- Campeón del Sudamericano de Clubes de 1986.
- Campeón del Top 12 de la URBA de 1981, 1982 y 1985.